# لی جو-یونگ
لی جو-یونگ (انگلیسی: Lee Joo-young؛ زادهٔ ۱۴ فوریهٔ ۱۹۹۲) هنرپیشه اهل کره جنوبی است.
لی جو یونگ  بازیگر اهل کره جنوبی متولد ۱۴ فوریه ۱۹۹۲ است که از سال ۲۰۱۱ فعالیت خود را آغاز نمود.
وی سابقه بازی در فیلم و سریال هایی همچون کلاس ایته وون، مگی، دختر بیسبال، كارآگاه روح، معتقد و جین را در کارنامه هنری خود دارد. 